# Дроболитейный переулок
Дроболите́йный переу́лок — небольшая улица на севере Москвы в Алексеевском районе Северо-Восточного
административного округа, от проспекта Мира. Ведёт к Пятницкому кладбищу и храму Живоначальной Троицы.

## История
Первоначально, с последней четверти XIX века, назывался Кладбищенский переулок — по близости к Пятницкому кладбищу. В 1922 году переименован в Дроболитейный переулок — по находившемуся здесь дроболитейному заводу (Торгово-промышленное товарищество Московского дроболитейного и патронного завода). На некоторых картах середины XX века обозначен как Дроболитейный тупик. Переулок ранее имел поворот к югу, в сторону 2-й Мытищинской улицы.

## Расположение
Дроболитейный переулок начинается от проспекта Мира, точнее, от его развязки с Мурманским проездом и 2-й Мытищинской улицей у окончания Крестовского моста, и направлен на восток. Заканчивается перед Троицким храмом у входа на Пятницкое кладбище.

## Здания и сооружения

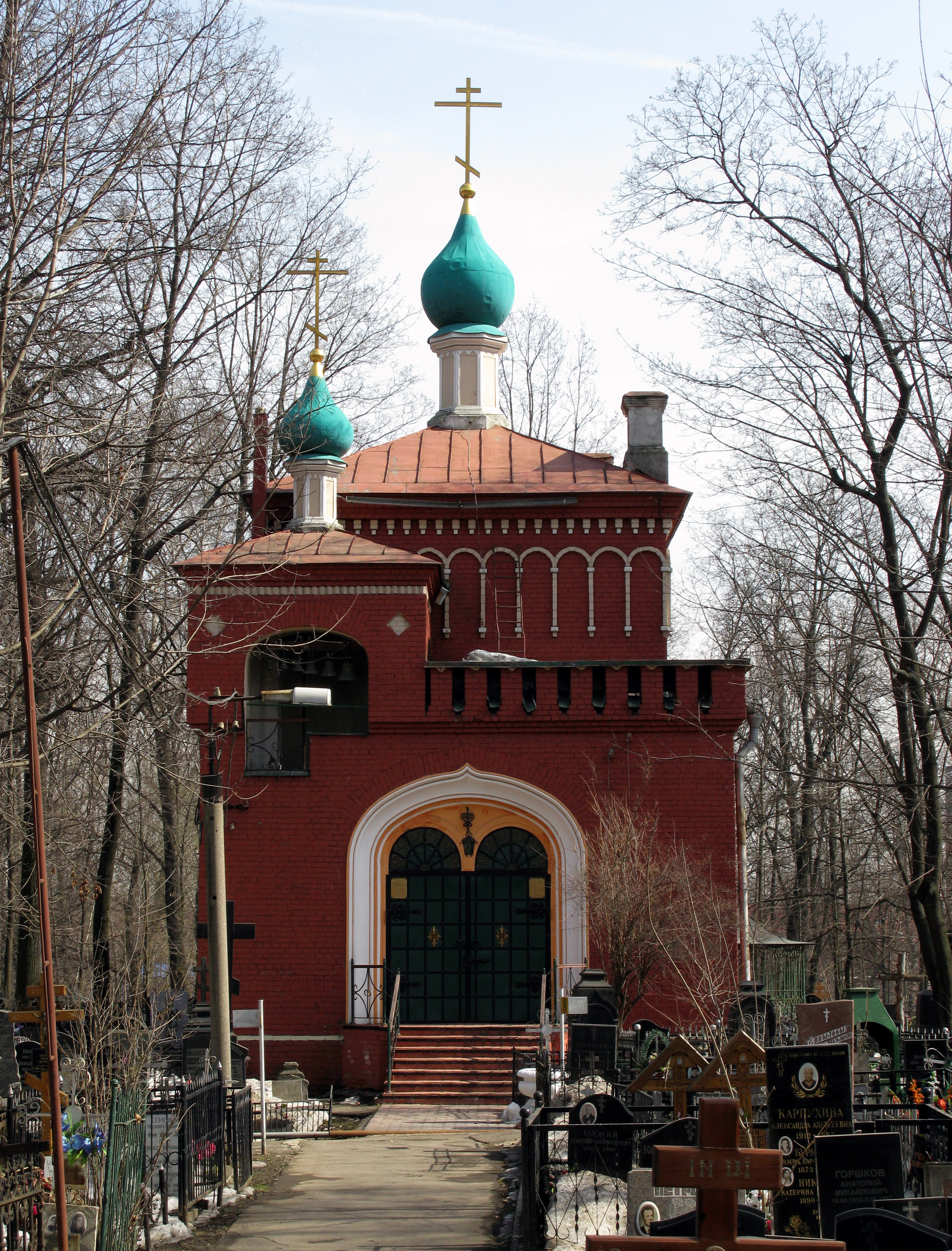
Церковь Симеона на Пятницком кладбище

Нумерация домов по переулку сложная, в том числе потому, что ранее он имел поворот к югу, поэтому на одной стороне современного переулка есть дома и с чётными, и с нечётными номерами. Кроме того, ряд зданий вдоль переулка имеют адреса по проспекту Мира.
- Дом 5, строение 1 — Храм Живоначальной Троицы на Пятницком кладбище, построен в 1830—1835 гг.  памятник архитектуры (федеральный)
- Дом 5, строение 2 — Церковь Симеона, епископа Персидского, на Пятницком кладбище, построена в 1916 году.  памятник архитектуры (федеральный)
- Дом 5, строение 3 — контора Пятницкого кладбища.
- Дом 5, строение 7 — здание, входившее в единый ансамбль с Троицкой церковью (южный флигель), построено в середине XIX века, до революции размещалась Пятницко-Кладбищенская школа.[2]  памятник архитектуры (федеральный)
- Проспект Мира, дом 102, корпус 36 — приходская воскресная школа. Здание также входило в ансамбль Троицкой церкви (северный флигель), построено в середине XIX века. В советское время принадлежало заводу «Импульс».  памятник архитектуры (федеральный)